# جون رون (ممثل)
جون رون (بالإنجليزية: John Rone)‏‏ (14 فبراير 1949 في ممفيس، تينيسي - 4 فبراير 2019 في ممفيس، تينيسي) ممثل مسرحي، ومخرج مسرحي من الولايات المتحدة.